# Onomato Verlag
Der onomato Verlag ist ein deutscher – mittlerweile auch gedruckte Bücher herstellender – Hörbuchverlag mit Sitz in Düsseldorf, der seinen Schwerpunkt in den Bereichen Philosophie, Literatur sowie bildende Kunst hat. Der Name „onomato“ leitet sich ab von dem Kompositum Onomatopoesie und weist so darauf hin, welche Bedeutung der Verlag einer ästhetischen (stimmlautlichen) Gestalt beimisst. Aus dem Verlag hervorgegangen ist der Düsseldorfer onomato Verein für Medienkunst.

## Geschichte
Im Jahr 1998 hat Axel Grube, der auch jetzt noch Verlagsleiter ist, den „onomato Verlag“ ins Leben gerufen. Sein in den Verlagsprodukten klar durchscheinendes Interesse ist das Auffinden bislang noch „unerhörter“ geistiger Zusammenhänge. 
Sehr bald, schon ab 1999, hatte sich in einem vom Verlag eröffneten Gespräch über eine mediale Ästhetik ein aus dem Verlagsprojekt entstandener Kunstverein entwickelt, der bis heute in einem engen Kontakt zum Verlag arbeitet. Beteiligt an dem vom Düsseldorfer Kulturamt geförderten „onomato Verein“ sind u. a. der Filmemacher Joachim Rüsenberg, die Fotografin Katharina Mayer u. a. 

## Programm
Das Programm des onomato Verlages hat sich entwickelt: ausgehend von einer umfangreichen Hörbuchausgabe der Grimms Märchen über Lesungen von Nietzsche, dessen Hauptwerke eingesprochen wurden, Heine, Hölderlin, Kierkegaard, Hannah Arendt, Hans Jonas uvm. Gegenwärtig liegt ein Schwerpunkt der Verlagsarbeit in der Publikation zu Franz Kafka und seinem geistigen Umfeld (v. a. in Bezug auf Max Brod und Felix Weltsch). In diesem Zusammenhang zeichnet sich die Ausweitung des Verlagsprogramms auf gedruckte Bücher ab, welche mit einer von Alexander Nitzberg besorgten literarischen Edition ihren Anfang nahm.